# Джексон, Джереми (учёный)
Джереми Джексон (Jeremy Bradford Cook Jackson; род. 13 ноября 1942, Луизвиль, Канада) — американский учёный, эколог, видный морской эколог, палеобиолог, специалист по коралловым рифам.
Член Национальной АН США (2019), доктор философии (1971), эмерит-профессор Scripps Institution of Oceanography, старший научный сотрудник-эмерит Смитсоновского института. Прежде профессор Университета Джонса Хопкинса.
Также старший научный советник по коралловым рифам Международного союза охраны природы.

## Биография
Изучал биологию и геологию в университете Джорджа Вашингтона, где получил степени бакалавра (1965) и магистра (1968).
В 1971 году в Йельском университете получил степень доктора философии по геологии, также занимался экологией.
В 1971—1985 годах преподаватель Университета Джонса Хопкинса.
Сооснователь Panama Paleontology Project (в 1986). Также основатель, совместно с Randy Olson и Гейл Энн Хёрд, Shifting Baselines Media Campaign (в 2002).
В 2007—2011 годах директор Center for Marine Biodiversity and Conservation (CMBC) (сменила его на этом посту д-р Лиза Левин).
Исследователь влияния человеческой деятельности на океан, а также экологии и эволюции тропических морей.
Член совета Всемирного фонда дикой природы.
Фелло Американской академии искусств и наук (2001) и Американской ассоциации содействия развитию науки.
Опубликовал более 170 научных работ, 11 книг, последняя из которых — «Breakpoint: Tending to America’s Environmental Crises» (Йель, 2018).
Женат на Нэнси Ноултон, проживают они в Ла-Хойе.

## Награды и отличия
- Secretary’s Gold Medal for Exceptional Service, Смитсоновский институт (1997)
- Outstanding Scientific Achievement Award, Discover (2001)
- University of California Chancellor’s Award for Excellence in Science and Engineering (2002)[8]
- BBVA International Prize in Ecology and Conservation (2007, совместно с Juan Carlos Castilla Zenobi[англ.])[9][10]
- Roger Tory Peterson Medal, Гарвардский университет (2008)[11]
- Paleontological Society Medal[англ.] (2009)[12]
- Darwin Medal, International Coral Reef Society[англ.] (2012)[13]